# Phyllonorycter quercifoliella
Phyllonorycter quercifoliella là một loài bướm đêm thuộc họ Gracillariidae. Nó được tìm thấy ở khắp châu Âu, ngoại trừ các đảo thuộc Địa Trung Hải.
Sải cánh dài 7–9 mm. Có hai lứa trưởng thành một năm vào tháng 4-5 và tháng 8-9.
Ấu trùng ăn Quercus cerris, Quercus faginea, Quercus libani, Quercus petraea, Quercus robur, Quercus trojana và Quercus x turneri. Chúng ăn lá nơi chúng làm tổ.